# زوئی تینان
زوئی تینان (انگلیسی: Zoe Tynan; ۲۰ مهٔ ۱۹۹۸ – ۳۰ اوت ۲۰۱۶) بازیکن فوتبال اهل انگلستان بود که در پست هافبک برای منچستر سیتی و فیلد لیدیز بازی کرد.
وی در تیم‌های ملی فوتبال زیر ۱۵ سال زنان انگلستان,  زیر ۱۷ سال زنان انگلستان، و زیر ۱۹ سال زنان انگلستان بازی کرده است.